# Masacre de Thiaroye

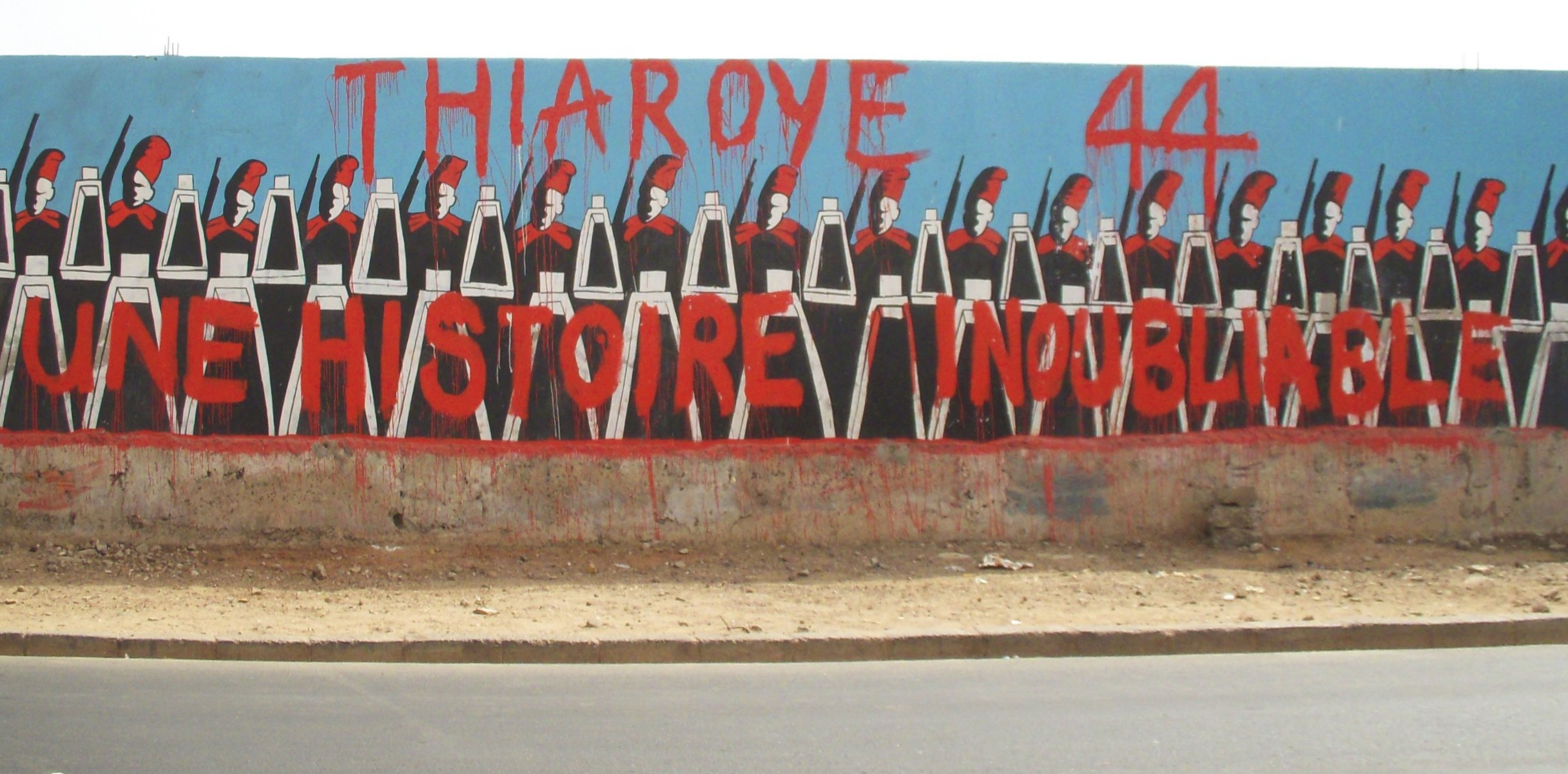
Fresco mural en Dakar conmemorativo de la masacre de Thiaroye en 1944.

La masacre de Thiaroye o tragedia de Thiaroye sucedió en la localidad del mismo nombre de Senegal el 1 de diciembre de 1944 cuando gendarmes franceses, reforzados por tropas coloniales, dispararon sobre fusileros senegaleses recientemente desmovilizados, que en su mayoría eran a su vez antiguos prisioneros de guerra, quienes se manifestaban para reclamar el pago de lo que el ejército francés les debía. Como resultado, 35 tirailleurs fueron asesinados y 34 fueron condenados a prisión.

## Contexto
Al finalizar la Segunda Guerra Mundial en noviembre de 1944, alrededor de 1.280 soldados africanos originarios de diferentes países del África Occidental Francesa, comúnmente conocidos como tirailleurs senegaleses o soldados de infantería senegaleses, fueron reagrupados en un campo de tránsito a una quincena de kilómetros del centro de Dakar. Estas tropas habían afrontado la ofensiva alemana de mayo a junio de 1940 en primera línea de fuego con una tasa de pérdidas cercana al 10%.[cita requerida] Algunos tirailleurs, hechos prisioneros o heridos, llegaron a ser masacrados por las tropas de élite del Reich (la Tata senegalés de Chasselay en el Ródano recuerda una de estas masacres). Después de este periplo, se les mantuvo en cautividad en Francia, contrariamente a los demás prisioneros de guerra franceses enviados a Alemania, dado que el régimen nazi rechazaba tenerlos en territorio del Reich. Fueron utilizados como mano de obra forzada, en contra de los Convenios de Ginebra.
La mayor parte de ellos, concentrados en el Frontstalag (o « campo de prisioneros del frente»), fueron empleados en la fábricas. Algunos, especialmente en Morlaix (Finisterre) Fueron empleados en la industria del armamento. Finalmente, algunos integraron la resistencia aliada. Cuando la Segunda Guerra Mundial terminó, estuvieron entre los primeros prisioneros en ser liberados, decidiéndose su desmovilización. Tras este proceso, los soldados esperaban cobrar un peculio formado por sus pagos atrasados (que debería haberse ingresado antes de embarcarse en la contienda), una prima de desmovilización, y deseaban poder retirar el dinero ahorrado durante la guerra de sus libretas de crédito del Frontstalag.
En lugar de llevar a cabo la anterior regularización de las cantidades que les eran debidas en Francia, el Ministro de las Colonias les prometió ser desmovilizados a Dakar, donde llegaron el 21 de noviembre de 1944. En el camino, cuatrocientos de entre ellos rechazaron embarcar tras una escala en Casablanca (Protectorado Francés de Marruecos) . Trescientos tirailleurs sobre un total de 2.000 rechazaron embarcar hasta que su situación no fuera regularizada. Sin embargo, los pagos relativos a la desmovilización no tuvieron lugar. Solo se les entregó un avance de la primera en octubre, antes de partir a la metrópoli. El mando no ofreció ningún tipo de satisfacción a los desmovilizados sobre la conservación de sus efectos personales. Por este motivo, un grupo que debía haber sido enviado a Bamako rechazó partir, lo que provocó la visita del General Dagnan, el 28 de noviembre. Los tirailleurs, reivindicando lo que les era debido, comenzaron a protestar. Ante su visita, comenzaron a mover su vehículo, su autoridad desapareció y procedió a no responder a ninguna pregunta sobre la regularización administrativa de su situación. Consternado, el general consideró incluso haber estado muy cerca de haber sido secuestrado.

## Demostración de fuerza y masacre
Dagnan tomó la decisión de realizar una demostración de fuerza, de acuerdo con su superior, el General Boisboissel. Para ello, volvió a acudir al campo acompañado por gendarmes, reforzados por destacamentos de soldados locales provenientes del primer y séptimo regimiento de tirailleurs senegaleses así como del sexto regimiento de artillería colonial,, y apoyados por varios blindados. Tras dos horas y media de discusión, ordenó abrir fuego, lo que causó treinta y cinco muertos y otros tantos heridos graves, además de cientos de heridos leves. Acto seguido, trescientos ex-tirailleurs fueron extraídos del campo para ser enviados a Bamako. Treinta y cuatro supervivientes, considerados como instigadores de la revuelta, fueron condenados a penas de uno a diez años de prisión. Además, se les condenó a una multa de 100 francos de la época y a la pérdida de sus derechos de indemnización por desmovilización. Fueron indultados en junio de 1947, durante la visita a Dakar de Vincent Auriol, Presidente de la República, pero no recuperaron sus derechos a disponer de una pensión militar.

## Consecuencias
Esta masacre provocó una toma de conciencia sobre el estado de desigualdad profunda en el que la colonización mantenía a las poblaciones locales. Su recuerdo ha permanecido vívido desde entonces. En agosto de 2004, el día del 23 de agosto fue declarado "día del tirailleur senegalés" por Senegal, invitando a otros estados africanos de origen de los tirailleurs a sumarse a esta efeméride. La masacre de Thiaroye es conmemorada ese día desde entonces. El 18 de julio de 2024, seis fusileros africanos, ejecutados junto con decenas más por orden de oficiales del ejército francés en 1944 en Thiaroye, Senegal, fueron declarados “morts pour la France” por la Oficina Nacional Francesa de Combatientes y Víctimas de la Guerra.

## Filmografía
- (en francés) Camp de Thiaroye (extracto del vídeo en el sitio web de la Médiathèque des Trois Mondes).
- (en francés) Ousmane Sembène, Camp de Thiaroye, película, Color, 1988, 147 minutos.